# Amtsgericht Arnstadt

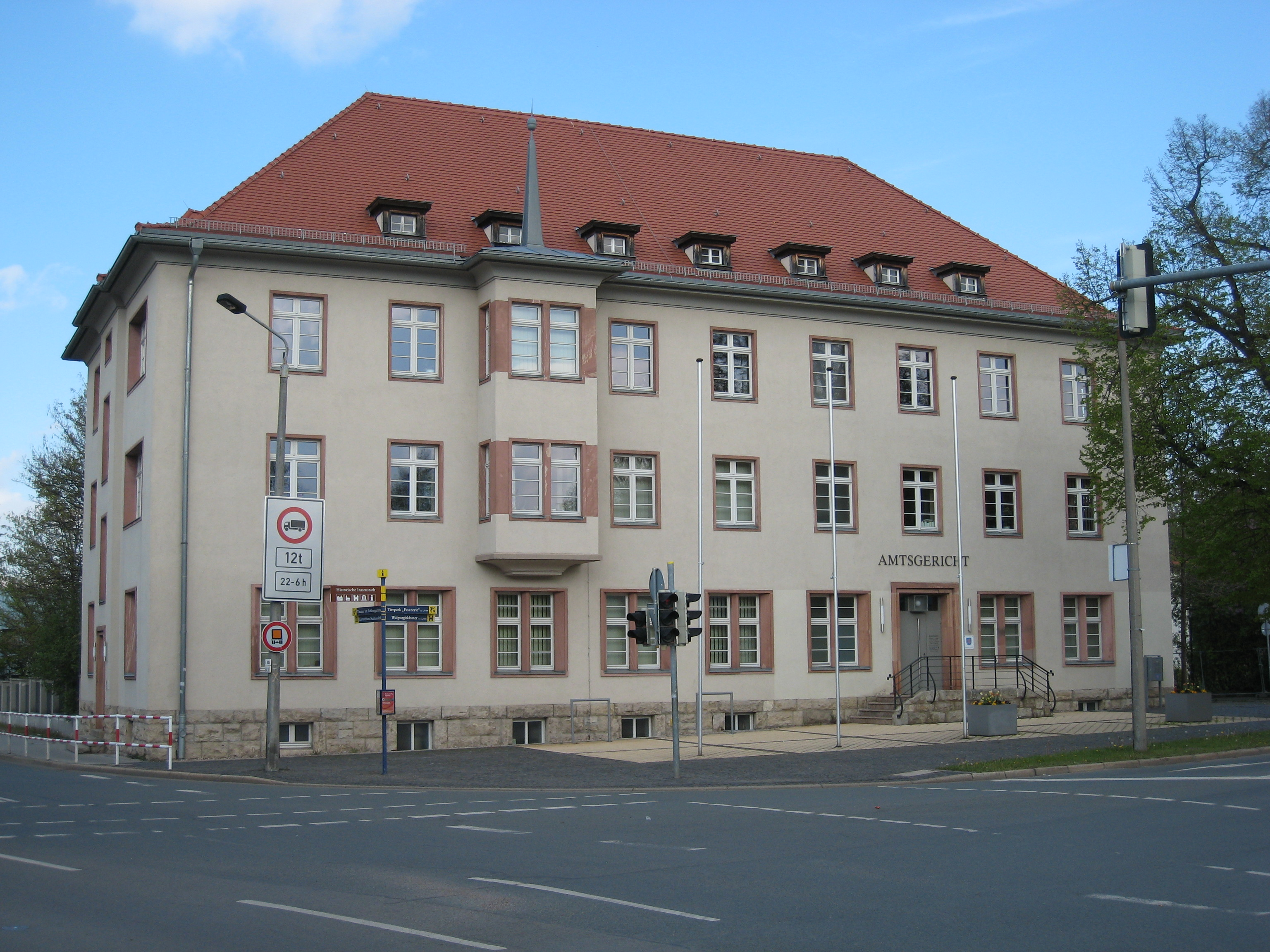
Gerichtsgebäude in Arnstadt (2014)

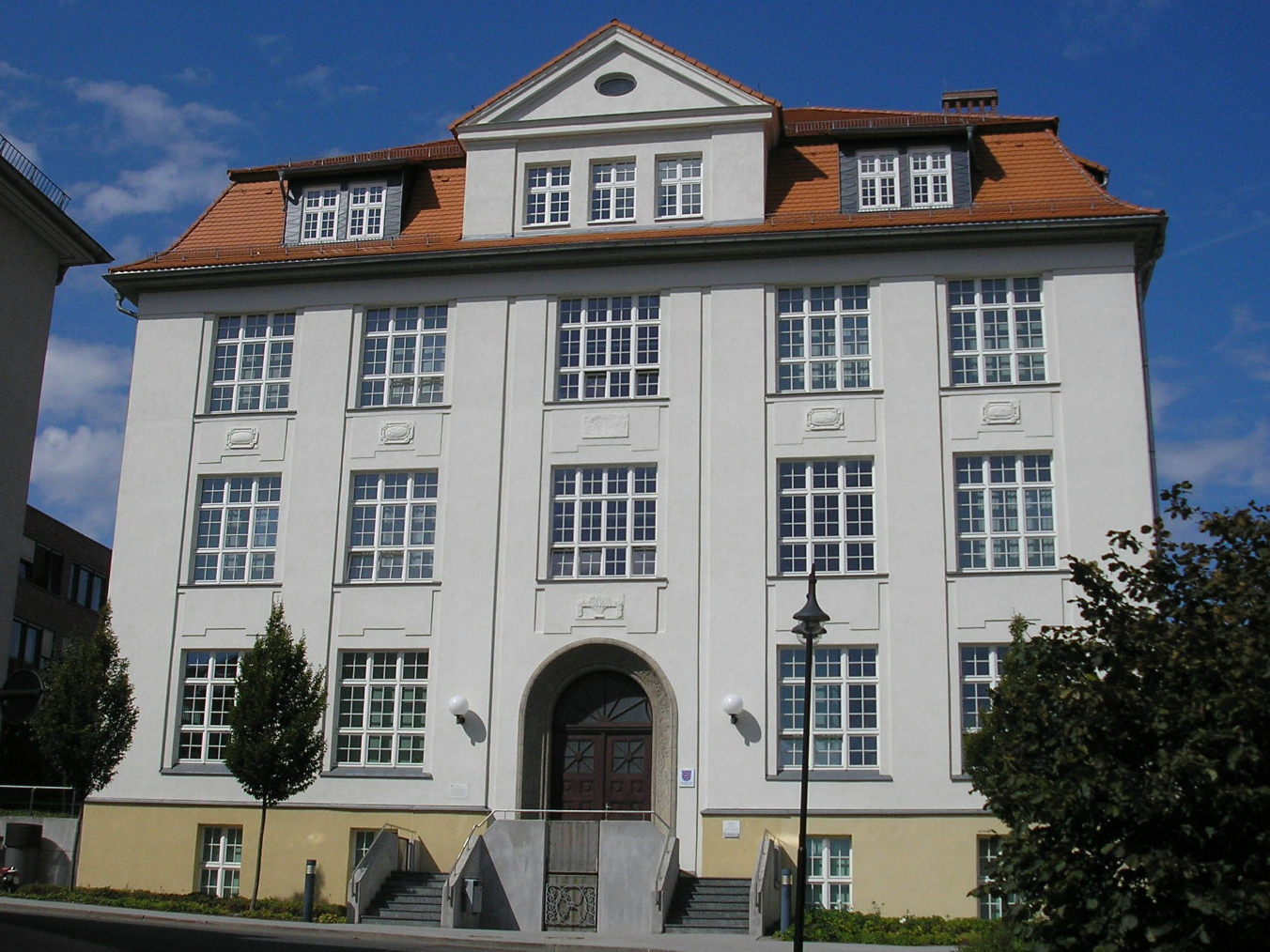
Zweigstelle Ilmenau (2006)

Das Amtsgericht Arnstadt, ein Gericht der ordentlichen Gerichtsbarkeit, ist eines von sechs Amtsgerichten (AG) im Bezirk des Landgerichtes Erfurt.

## Gerichtssitz und -bezirk
Sitz des Gerichtes ist Arnstadt, die Kreisstadt des Ilm-Kreises in der Mitte Thüringens. Der 805 km² große Gerichtsbezirk erstreckt sich auf den Ilm-Kreis mit 16 Gemeinden. In ihm leben ca. 106.000 Menschen. 
Insolvenzverfahren bearbeitet das Amtsgericht Erfurt. Für die Führung des Handels-, Genossenschafts- und Partnerschaftsregisters ist das Amtsgericht Jena zuständig. Zentrales Mahngericht ist das Amtsgericht Aschersleben.

## Gebäude
Das Gericht ist im Gebäude Längwitzer Straße 26 untergebracht. In Ilmenau ist im Gebäude Wallgraben 8 eine Zweigstelle errichtet.

## Übergeordnete Gerichte
Dem AG Arnstadt ist das Landgericht Erfurt übergeordnet. Zuständiges Oberlandesgericht ist das Thüringer Oberlandesgericht in Jena.

## Richter
- Carl Maempel